# Oxigenante
Los compuestos químicos oxigenados contienen oxígeno como parte de su estructura química. El término generalmente se refiere a los combustibles oxigenados. Los oxigenantes se emplean generalmente como aditivos de la gasolina para reducir el monóxido de carbono y el hollín que se crea durante la combustión del combustible. Los compuestos relacionados con el hollín, como los hidrocarburos poliaromáticos (HAP) y los HAP nitrados, también se reducen.
Los oxigenados comúnmente utilizados son alcoholes o éteres:
- Alcoholes:
  - Metanol (MeOH)
  - Etanol (EtOH)
  - 2-Propanol (IPA)
  - Butan-1-ol (BuOH)
  - Gasolina grado Terbutanol (GTBA)
- Éteres:
  - Metil tert-butil éter (MTBE)
  - Tert-amil metil éter (TAME)
  - Tert-hexil metil éter (THEME)
  - Éter etílico terc-butílico (ETBE)
  - Éter etílico de terc-amilo (TAEE)
  - Éter diisopropílico (DIPE)

## En los Estados Unidos
En los Estados Unidos, el Organismo de Protección del Medio Ambiente tenía autoridad para ordenar que se añadieran proporciones mínimas de oxigenados a la gasolina de automoción a nivel regional y estacional entre 1992 y 2006, en un intento de reducir la contaminación del aire, en particular el ozono troposférico y el smog. Además, los fabricantes de automóviles norteamericanos han promovido en 2006 y 2007 una mezcla del 85% de etanol y el 15% de gasolina, comercializada como E85, y sus vehículos flex-fuel, como por ejemplo la campaña de GM Live Green, Go Yellow. U.S. Corporate Average Fuel Economy (CAFE) standards give an artificial 54% fuel efficiency bonus to vehicles capable of running on 85% alcohol blends over vehicles not adapted to run on 85% alcohol blends. También existe la combustión intrínsecamente más limpia de los alcoholes, sin embargo, debido a su menor densidad energética no es capaz de producir tanta energía por galón como la gasolina. Gran parte de la gasolina[cita requerida] que se vende en los Estados Unidos se mezcla con hasta un 10% de un agente oxigenante.  Esto se conoce como combustible oxigenado y a menudo (pero no del todo correcto, ya que hay gasolinas reformuladas sin oxigenar) como gasolina reformulada. El metil tert-butil éter (MTBE) era el aditivo de combustible más popular en los Estados Unidos, antes de que el gobierno ordenara el uso de etanol.